# Neonerita affinis
Neonerita affinis är en fjärilsart som beskrevs av Rothschild 1909. Neonerita affinis ingår i släktet Neonerita och familjen björnspinnare. Inga underarter finns listade i Catalogue of Life.